# 慕容白曜
慕容白曜（？—470年），又作慕舆白曜，昌黎郡棘城縣（今遼寧省錦州市義縣西北）人，前燕慕容皝的玄孙，高都侯慕容琚子。北魏將領，曾領兵攻佔南朝宋青冀二州土地。

## 生平
慕容白曜年轻时擔任中书吏，在东宫奉职。魏文成帝即位後，慕容白曜拜尚書下大夫，后来襲高都侯爵，任北部尚书，任內執法時沒有偏袒縱容，故得文成帝厚待。和平二年，魏文成帝南巡，从定州前往邺城，三月丁巳朔（461年3月27日），魏文成帝在灵丘亲自射箭越过山峰，高都公慕容白曜跟随参与了这次南巡。和平六年（465年），文成帝驾崩，獻文帝即位，慕容白曜依附掌權的太尉乙浑，以尚書右僕射與其共秉朝政，並進爵南鄉公，加安南將軍。
天安二年（467年），南朝宋青州刺史沈文秀及冀州刺史崔道固等向北魏歸附求援，慕容白曜遂任使持节、都督诸军事、征南大将军，領五萬騎兵進駐碻磝，作為平東將軍長孫陵等迎降部隊的後援。當時守无盐（今山东省东平县东）的宋東平太守申纂及守升城的宋并州刺史房崇吉仍忠於宋廷，不肯投降，慕容白曜就想先攻下無鹽。不過那時部下皆认为魏軍攻城器械并不完备，不宜急攻，但是慕容白曜采纳左司马郦范「出其不意，可一鼓而克」的意见，引兵假装撤退，使敌人松懈，乘夜回军，在三月甲寅日（467年4月22日）用一個上午就攻下无盐，申纂受傷被擒，試圖乘夜出逃又被抓回來，白曜仍未有處死他的意圖，但卻申纂卻因重傷而未能於城中失火時逃走，遭活活燒死。接著白曜轉攻升城（今山東長清縣西南），途中又聽從酈范計謀寫書勸喻肥城（今山東肥城市）守將，守將望風出逃，白曜遂進佔肥城，在城內收繳三十萬斛粟。兵臨升城後又先後擊破麋溝及垣苗二戍，其中垣苗戍更是在天安五年（459年）皮豹子無法攻克，被逼撤退之地，而白曜短短時間就攻下了，並從中收繳到十萬斛粟，威震齊土，並得魏帝嘉獎。不過房崇吉卻堅守不降，慕容白曜築長圍攻城，攻到四月才攻下，房崇吉逃走，白曜俘其母親和妻子。白曜更忿恨升城不降，放縱士兵入城，殺了數百人，更加想坑殺城內所有人，惟參軍韓麒麟勸阻後才轉而撫慰人民。
同時，宋廷再派沈攸之進攻已落入魏手的彭城（今江蘇省徐州市），守將尉元請魏廷先調攻青冀的軍隊入援彭城，慕容白曜就奉命前去，但到瑕丘時就因泗水暴漲而停駐。及後沈攸之軍撤退，房崇吉及房法壽卻以盤陽城（今山東淄博縣南）獻降以贖回在升城被俘的崇吉母妻，白曜就派長孫觀等人經馬耳關赴盤陽受降。而青州方面沈文秀及崔道固等反悔不降，白曜進圍崔道固據守的歷城。皇興二年（468年）二月，歷城被攻陷，崔道固出降，白曜接著派道固子崔景業到梁鄒成功勸降冀州刺史劉休賓 ，隨後在三月進兵東陽集中圍攻沈文秀，直至皇興三年（469年）才攻下。至此原本南朝宋的青冀二州土地盡入魏境，慕容白曜亦因功升任使持节、都督青齐东徐州诸军事、開府儀同三司、青州刺史、济南王。
皇興四年（470年），獻文帝追論慕容白曜依附乙渾的前憾，以谋反罪之名誅殺他。

## 性格特徵
慕容白曜治軍有方，進攻青冀三年間時常有戰事，死傷甚多，但軍中都很少有怨叛。軍需用資都從當地人租稅中獲得，沒有搶掠物資，並讓當地人恢復本來生活。而在軍中待人皆寬和有禮，俘獲房崇吉及申纂女眷後亦將她們安置在獨立營帳，不准士兵侵犯。不過他也因東陽城破後因沈文秀不肯下拜而加以捶打一事而遭非議。

## 家庭

### 兄弟姐妹
- 慕容如意，慕容白曜弟弟，隨白曜取齊土，亦與白曜一同被誅

### 子女
- 慕容真安，幼子，在聞知慕容白曜被捕後深知父親將被誅殺，以不忍心看到這事為由自殺，時年十一
- 慕容氏，又称舆氏，嫁秘书中散韩兴宗[6]

## 延伸阅读
[在维基数据编辑]
 《魏書·卷50》，出自魏收《魏书》
 《北史·卷025》，出自李延壽《北史》